# Taula de Parros
La Taula de Parros és una serra situada al municipi de Naut Aran a la comarca de la Vall d'Aran, amb una elevació màxima de 2.731 metres.